# 国松俊英
国松 俊英（くにまつ としひで、1940年 - ）は、日本の児童文学作家。
日本児童文学者協会、日本児童文芸家協会、日本野鳥の会、宮沢賢治学会会員。

## 来歴・人物
滋賀県守山市生まれ。滋賀県立八幡商業高等学校、同志社大学商学部を卒業。
上京して児童文学同人誌「ピノキオ」に加わり、童話創作を始める。砂田弘に師事し、1979年より文筆生活に入る。古田足日児童文学塾で学ぶ。
童話や児童小説を書く一方、ノンフィクション文学の世界で新しい分野を切り開いて活躍している。1996年に発表した「宮沢賢治 鳥の世界」では、賢治の童話や詩に登場する鳥類を解析し、これまで誰も書かなかった賢治文学の魅力を明らかにした。また1996年出版の「鳥を描き続けた男 - 鳥類画家・小林重三」では、博物画家として大きな仕事を世に残した動物画家・小林重三の生涯と仕事を発掘して注目を集めた。
近年では、野鳥や自然を題材にしたノンフィクション、人物のノンフィクション、児童向けの怖い物語などを多く発表している。鳥と人間の関わりに深い関心を持ち、古代から現代までの鳥の文化史の研究と調査を熱心に行っている。その分野の作品に優れたものが多い。
2011年から使用される小学国語教科書「新しい国語・五年下」（東京書籍）に伝記「手塚治虫」が、「小学国語・六年下」（教育出版）には伝記「伊能忠敬」が掲載されている（いずれも書き下ろし）。
2012年、ノンフィクション『トキよ未来へはばたけ』（くもん出版）で、第7回福田清人賞を受賞した。この賞は、前年度に出版された児童文学のノンフィクション作品や自伝的作品の中から最も優れたものを選んで与えられる賞である。また2019年には、第２回児童文芸ノンフィクション文学特別賞を受賞した。これは、2017年に出した研究・解説書ノンフィクション児童文学の力』が評価されたのと、国松の長年にわたるノンフィクション児童文学への活動に対して与えられたものである。
子供の頃から野球が大好きで、高校野球、プロ野球、MLBの観戦を熱心に続けている。

## 主な著書
- 『カラスの大研究』（PHP研究所）
- 『スズメの大研究』（PHP研究所）
- 『ハトの大研究』（PHP研究所）
- 『6時間だけのパパとママ』（PHP研究所）
- 『ここが世界の中心です - 日本を愛した伝道者メレル・ヴォーリズ』（PHP研究所）
- 『星野道夫 アラスカのいのちを撮りつづけて』（PHP研究所）
- 『鳥を描き続けた男 - 鳥類画家・小林重三』（晶文社）
- 『鳥の博物誌 - 伝承と文化の世界に舞う』（河出書房新社）
- 『ホタルの町通信』（偕成社）
- 『おかしな金曜日』（偕成社）
- 『お父さんが2/5』（偕成社）
- 『かもめ団地の三振王』（偕成社）
- 『かもめ団地のむこう側』（偕成社）
- 『ひげをはやした転校生』（教育画劇）
- 『ペルシャ湾の水鳥をすくえ』（金の星社）
- 『最後のトキ ニッポニア・ニッポン』（金の星社）
- 『宮沢賢治 鳥の世界』（小学館）
- 『星野道夫物語 - アラスカの呼び声』（ポプラ社）
- 『手塚治虫』（ポプラ社）
- 『土曜日のオカリナ』（文溪堂）
- 『信長とまぼろしの安土城』（文溪堂）
- 『理科室から生まれたノーベル賞 - 田中耕一ものがたり』（岩崎書店）
- 『坂本龍馬 - 幕末の日本をかけぬける』（岩崎書店）
- 『伊能忠敬 - はじめて日本地図をつくった男』（岩崎書店）
- 『お江 - 戦国の世を生きぬいて』（岩崎書店）
- 『宮沢賢治の鳥』（岩崎書店）
- 『はばたけオオタカ 密猟者からオオタカを守る人たち』（くもん出版）
- 『トキよ舞いあがれ トキを絶滅から守る人たち』（くもん出版）
- 『ゲンジボタルと生きる ホタルの研究に命を燃やした南喜市郎』（くもん出版）
- 『アホウドリが復活する日』（くもん出版）
- 『トキよ未来へはばたけ - ニッポニア・ニッポンを守る人たち』（くもん出版）
- 『ライチョウを絶滅から救え』（小峰書店）
- 『ノンフィクション児童文学の力』（文溪堂）
- 『新島八重 明治時代のハンサム・ウーマン』文研出版、2025年。ISBN 978-4-580-82685-4。